# Straton
Stráton (grško Στράτων: Stráton), grški filozof in fizik, * 340 pr. n. št., Lampsak na Helespontu, Grčija, (danes Lapsek v Turčiji), † 269 pr. n. št., Atene, Grčija.

## Življenje in delo
Straton je bil sholarh peripatetične šole po Sokratovem učencu Teofrastu. Študiral je na Liceju, nato pa je odpotoval v Aleksandrijo. Tam je bil menda vzgojitelj sinu Ptolemeja I., makedonskega vojaškega poveljnika, ki je postal egipčanski kralj. Pomagal je povzdigniti Aleksandrijo v središče znanosti. Ob Teofrastovi smrti se je vrnil v Atene, da bi kot tretji predstojnik prevzel vodstvo Liceja. Aristotelov licej je usmerjal v raziskovanje narave. 
Bil je naprednejši od Aristotela. Zavrnil je njegovo teleologijo. Nagibal se je k Demokritovemu atomizmu in znal delati poskuse. V starih spisih ga omenjajo kot Stratona Fizika (Physica). Opisal je postopke za pridobivanje vakuuma, čeprav se je strinjal z Aristotelom, da v naravi ni vakuuma. Strinjal se je tudi s trditvijo, da padajo težja telesa hitreje od lažjih, bil pa je prvi, ki je zagovarjal zamisel, da med padom telesa pospešujejo. Mogoče je Straton že razumel načelo vzvoda, čeprav ga ni jasno izrazil in je to storil šele Arhimed. Že Aristotel je trdil, da potuje zvok po zraku kot zaporedje sunkov in, da brez zraka zvok ne more potovati, kar je pravilno. Straton pa ga je še prekosil v tem, da je skoraj prepoznal zvok kot valovanje. Vplival je na nazor evropskega razsvetljenstva, ki je učilo, da je Vesolje končno in samoohranjajoče, tako da ne potrebuje nekega transcendentnega načela oziroma boga. 
Njegov učenec je bil astronom Aristarh. Po Stratonovi smrti je Licej nazadoval. Atene so s Platonovo Akademijo sicer ohranile prvenstvo v filozofiji, znanost pa si je za svoj razvoj našla vse bolj plodna tla v Aleksandriji.